# Шлях додому: Неймовірна подорож
«Шлях додому: Неймовірна подорож» (англ. Homeward Bound: The Incredible Journey) — художня стрічка 1993 року, яка розповідає про пригоди двох собак та кішки, які намагаються подолати величезну відстань, щоб повернутися додому.

## Сюжет
Після весілля родина Сівер має тимчасово переїхати до Сан-Франциско. Вони залишають домашніх улюбленців: американського бульдога Шанса, золотистого ретривера Шедов і гімалайську кішку Сессі на фермі їхньої подруги Кейт. Невдовзі жінка їде, а за тваринами залишається наглядати Френк. У трійці з'являється шанс втекти. Вони ним користаються.
Троє тварин перетинають дику гірську місцевість. Сессі під час переходу річки падає у воду. Шанс і Шедов марно намагаються врятувати її. Але кішку знаходить Квентін та доглядає її. Згодом вона чує гавкіт друзів і вони знову возз'єднуються.
Двоє собак хитрістю здобувають собі їжу. Вони також допомагають маленькій дівчинці, яка загубилася. Її батьки впізнають тварин, яких розшукують власники, та відвозять до притулку. Всі троє тікають, не знаючи, що до них прямують Сівери. Домашні улюбленці знаходять свій дім, де на них чекають хазяї.

## У ролях
| Актор               | Роль                |
| ------------------- | ------------------- |
| Майкл Джей Фокс     | Шанс                |
| Дон Амічі           | Шедов               |
| Саллі Філд          | Сессі               |
| Роберт Гейс         | Боб Сівер           |
| Кім Грейст          | Лора Бернфорд-Сівер |
| Вероніка Лорен      | Гоуп Бернфорд       |
| Кевін Шевалія       | Джеймі Бернфорд     |
| Бенж Толл           | Пітер Бернфорд      |
| Вільям Едвард Фіппс | Квентін             |
| Гері Тейлор         | Френк               |
| Джин Смарт          | Кейт                |

## Створення фільму

### Виробництво
Зйомки фільму проходили в штаті Орегон та Сан-Франциско, Каліфорнія, США.

### Знімальна група
- Кінорежисер — Двейн Данем
- Сценаристи — Керолайн Томпсон, Лінда Вулвертон
- Кінопродюсери — Джеффрі Чернов, Франклін Р. Леві
- Композитор — Брюс Бротон
- Кінооператор — Рід Смут
- Кіномонтаж — Джонатан П. Шоу
- Художник-постановник — Роджер Кейн
- Артдиректор — Ден Селф
- Художник-декоратор — Ніна Бредфорд
- Художник з костюмів — Карен Патч
- Підбір акторів — Сюзан Блустейн, Марша Шонмен[2]

## Сприйняття
Фільм отримав схвальні відгуки. На сайті Rotten Tomatoes оцінка стрічки становить 87 % на основі 30 відгуків від критиків (середня оцінка 6,6/10) і 34 % від глядачів із середньою оцінкою 2,3/5 (62 612 голоси). Фільму зарахований «стиглий помідор» від кінокритиків та «попкорн» від глядачів, Internet Movie Database — 6,9/10 (37 520 голосів).